# Імарі

Іма́рі (яп. 伊万里市, いまりし, МФА: [imaʲi ɕi̥]?) — місто в Японії, в префектурі Саґа.     Отримало статус міста 1954 року. Площа становить 255,02 км². Станом на 1 серпня 2011 року населення складало 56 790  осіб, густота населення — 223 осіб/км².     

## Історія
Імарі отримало статус міста 1 квітня 1954 року.